# أمتعة الآلهة (فلم)
أمتعة الآلهة! (بالإنجليزية: Luggage of the Gods!) هو فيلم كوميدي أمريكي صدر عام 1983 للكاتب والمخرج ديفيد كيندال الذي كانت لهُ ميزانية محدودة للغاية وعليه – وفقًا لصحيفة نيويورك تايمز – فقد تمَّ تصوير الفيلم بالكامل في مواقع في نيويورك وبخاصّة في حدائق المدينة وبالقرب من جبل بير. أُصدر الفيلم في التاسع عشر من حزيران/يونيو 1983 حيثُ كان متاحًا حينها على في إتش إس وأُصدر على دي في دي في عام 2013 من قِبل شركة ميستر فات-وي فيديو (بالإنجليزية: Mr. Fat-W Video).

## القصّة
يتحدثُ الفيلم عن رجال الكهوف الذين يعيشون في منطقة جبلية في أمريكا اللاتينية منفصلون تمامًا عن العالم الحديث. يتحدثون لغة بسيطة شبيهة بتلك المستخدمة في فيلم رجل الكهف (بالإنجليزية: Caveman) الذي صدر عام 1981. يخافُ رجال الكهف هؤلاء من طائرات الرحلات التي تمرُّ فوق رؤوسهم بانتظام. لقد كان التقليد في القبيلة يُملي عليهم أن يتجاهلوا النظر لأعلى كلما حلقت طائرة فوقهم.
في أحد الأيام، تعطّلت حمولة طائرة ركابٍ مما تسبَّبَ في تخلصها من قدرٍ كبيرٍ من الأمتعة. يكسرُ شابان من رجال الكهوف/أبناء القبيلة المحظور فينظرانِ لأعلى وهناك يلمحانِ الأمتعة المتساقطة ثمّ يُهرولون لمكان وقوعها فيجدون  الملابس وأشرطة التسجيل واللوحات الفنيّة المزيفة والتي تعيثُ فسادا في هيكل السلطة واقتصاد القبيلة. تخرجُ الأحداث عن السيطرة عندما يأتي المقلِّدون بحثًا عن لوحات التي تخلصوا منها من قبل.